# Ribera de la Fou
La Ribera de la Fou és un torrent de la Catalunya del Nord, d'orientació nord-oest - sud-est. És un curs d'aigua de la comarca del Vallespir, de règim torrencial, que neix en el vessant sud del Massís del Canigó i va a abocar-se en el Tec. Recorre els termes comunals de Montferrer i del Tec.
El seu curs s'inicia al sud de les Torres d'en Costa, en el vessant sud-est de la Soca, i s'aboca, després de més de 6,5 quilòmetres, en el Tec a Manyaques, al límit entre Montferrer i el Tec. Recorre tot l'extrem sud-occidental de Montferrer, fins que, al nord-est de les Torres de Cos, comença a fer de termenal entre Montferrer i el Tec, caràcter que ja no abandona fins al punt on s'aboca en el Tec.